# 邦美蜀戰役
邦美蜀戰役，是越南戰爭後期的一場戰鬥，北越在1975年3月，越南人民軍及越共對南越展開春季攻勢的一場戰鬥。
最終邦美蜀市失守，越南人民軍繼續向順化和峴港發動攻勢。